# Epidendròidies
Les epidendroides (Epidendroideae) són una subfamília dins la família de les orquídies. Les epidendroides són una subfamília amb més espècies que totes les altres subfamílies d'orquídies juntes, comprèn més de 15.000 espècies agrupades en 576 gèneres. La majoria de les espècies són epífites tropicals i típicament tenen pseudobulbs. Tanmateix unes poques espècies són plantes terrestres i fins i tot micoheteròtrofs, les quals són paràsites sobre fongs micorrízics.

La subfamília epidendroides es divideix en dos clades o subgrups coneguts com les altes epidendroides (Higher Epidendroids) i les baixes epidendroides (Lower Epidendroids). Les altes epidendroides són parcialment monofilètics i parcialment polifilètics (tribus Arethuseae i Epidendreae). Les tribus s'enumeren a sota:
| Altes epidendroides - Maxillarieae - Cymbidieae - Vandeae - Epidendreae II - Calypsoeae - Dendrobieae - Malaxideae - Podochileae - Epidendreae I - Arethuseae - Coelogyneae |  | Baixes epidendroides - Sobraliinae - Neottieae - Palmorchideae - Tropidieae - Diceratosteleae - Triphoreae - Nervilieae - Xerorchideae |  |

Aquest classificació està subjecta a revisions.